# Cessair
Cessair, auch Cesair ['kʴesirʴ] war in der keltischen Mythologie Irlands nach dem Lebor Gabála Érenn die Anführerin der ersten Einwanderungswelle nach Irland. Sie ist die Enkelin Noahs und Tochter Biths. Zusammen mit ihrem Vater Bith, ihrem Mann Fintan mac Bóchra, dem Schiffssteuermann Ladra und 50 Frauen habe sie 40 Tage vor der Sintflut auf der Dingle-Halbinsel irischen Boden betreten. Bis auf Fintan ertrinken jedoch alle bei der Flut. Der Hügel Cul Cessrach auf dem Knockmaa soll Cessairs Grab sein.